# Шеширијада
Шеширијада је манифестација која се одржава јула месеца од 2013. године у Скадарлији, боемској четврти града Београда у организацији Друштва Скадарлија и Туристичке организације Београда. 

## О манифестацији
Шеширијада је шешир-фест међународног карактера. Циљ јој је да се промовише боемска четврт Београда Скадарлија. Културно-туристичко-угоститељског је карактера. Промовишу се дамски, господски, дечији, староградски, сламнати, шешири са цветом или цилиндри. Некада су били статусни симбол. Манифестација почиње свечаним дефилеом испред кафане Два голуба где калдрмисаном улицом се спуштају 
учесници ка доњем делу Скадарлије. Шешир је био незаобилазан модни детаљ предратног грађанског друштва.

## Избор шешира
На манифестацији се промовишу разни типови шешира. Награде се дају у различитим категоријама.
- Дечји шешир
- Дамски шешир
- Господски шешир
- Етно шешир
- Боемски шешир
- Породични шешир

Сваке године се бира жири који ће одабрати најлепши шешир у 6 категорија.

### Састав жирија за 2017. годину
- Рада Ђуричин
- Лара Бранков, песникиња
- Тома Курузовић

### Састав жирија за 2016. годину
- Раде Шербеџија
- Звонко Богдан
- Исидора Бјелица
- Рада Ђуричин
- Вјера Мујовић
- Тома Курузовић
- Петар Божовић

## Галерија
- Шеширијада у Скадарлији, 2017. година
- Шеширијада у Скадарлији, 2017. година
- Шеширијада у Скадарлији, 2017. година
- Шеширијада у Скадарлији, 2017. година